# Ralph Kunz

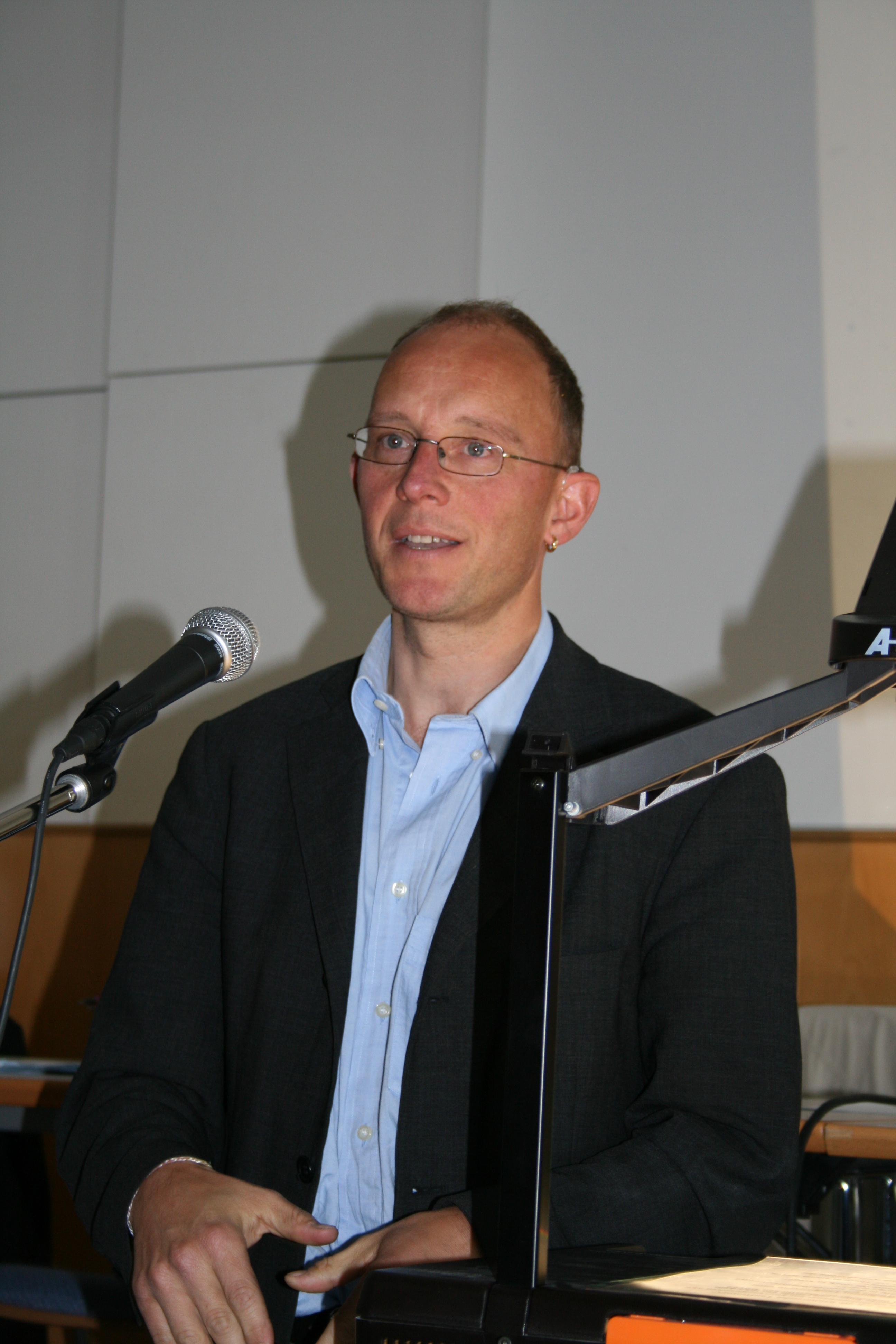
Ralph Kunz bei einem Vortrag beim Aargauer Pfarrkapitel im Mai 2008

Ralph Kunz (* 10. November 1964 in Bülach) ist ein schweizerischer evangelisch-reformierter Pfarrer und seit 2004 Professor für Praktische Theologie an der Universität Zürich mit den Schwerpunkten Homiletik, Liturgik und Poimenik.

## Leben
Kunz ist als Sohn eines Bankers mit seinen drei Brüdern in Dielsdorf aufgewachsen. Er studierte von 1985 bis 1991 evangelische Theologie an den Universitäten Basel, Los Angeles und Zürich. Bei Pfarrer Alfred Aeppli im bernischen Burgdorf absolvierte er das Vikariat. Danach war er von 1992 bis 1996 Assistent bei Werner Kramer. Im Jahre 1997 wurde Kunz mit der Arbeit Koinonia als Gestaltprinzip der Gemeinde promoviert und sofort im Anschluss daran zum Oberassistent ernannt.
Kunz habilitierte sich zum Thema Gottesdienst evangelisch reformiert 2001 an der Universität Bonn. Danach war er für ein Jahr Beauftragter für den Bereich Gemeindeaufbau bei der Zürcher Landeskirche. 2001 bis 2002 wirkte er als Pfarrer in Seuzach. Seit 2004 ist Ralph Kunz Ordinarius für Praktische Theologie mit den Schwerpunkten Homiletik, Liturgik und Poimenik an der theologischen Fakultät der Universität Zürich. Er forscht hauptsächlich über neue Gottesdienstformen und über religionsbezogene Gerontologie. Er versteht sich als Christ in biblischer Tradition. 2014 war er in der Jury für den deutschsprachigen Schweizer Predigtpreis. Vor Führungskräften sprach er über deren gesellschaftliche Verantwortung, er plädierte für soziale Inklusion, damit Schwächere in Wirtschaft und Gesellschaft integriert und nicht ausgegrenzt werden.

## Privates
Kunz ist verheiratet und hat zwei Töchter, sie leben in Winterthur.

## Werke (Auswahl)

### Monografien
- Theorie des Gemeindeaufbaus. Ekklesiologische, soziologische und frömmigkeitstheoretische Aspekte. TVZ, Zürich 1997 (zugleich Dissertation, Universität Zürich, 1997, unter dem Titel Koinonia als Gestaltprinzip der Gemeinde)
- Gottesdienst evangelisch reformiert. Liturgik und Liturgie in der Kirche Zwinglis. Pano, Zürich 2001 (zugleich Habilitationsschrift, Universität Bonn, 2000).
- Der neue Gottesdienst. Ein Plädoyer für den liturgischen Wildwuchs. TVZ, Zürich 2006

### Herausgeber
- Gemeindeaufbau konkret. Arbeitsfelder einer lebendigen Kirche. TVZ, Zürich 2001.
- Gerardus van der Leeuw: Liturgik. Zusammen mit Luca Baschera. Theologischer Verlag, Zürich 2018, ISBN 978-3-290-18174-1.